# LEDA 29329
LEDA 29329(3C 236)은 세이퍼트 유형 II의 전파은하이다. 직경은 4.5 메가파섹(1,500만 광년)이 넘는 전파방출 구조를 가지고 있다. 은하의 특징은 평범한 전파 은하의 것의 4배인 4.5 메가파섹에 달하는 거대한 전파 방출 흔적(relic)으로 이루어진 큰 전파 방출 구조와 그 내부의 가파른 스펙트럼을 갖는 2 kpc 규모의 활동 은하핵이다. 최근 은하핵 근처에서 일어난 폭발적 항성생성은 은하의 전파 활동을 촉발한 사건과 연관된 것으로 추정된다.